# Gillian Patterson
Gillian Patterson, född 26 september 1963, är en brittisk bågskytt. Hon deltog vid olympiska sommarspelen 1980.